# Falha do Estado
Falha do Estado (ou falha de não-mercado) é a analogia do sector público à falha do mercado e ocorre quando uma intervenção do Estado provoca uma alocação mais ineficiente de bens e recursos, que não ocorreria sem a intervenção. Da mesma forma, a não intervenção do Estado numa falha de mercado que resulta numa situação socialmente pior do que a resultante de uma intervenção é referida como uma falha de Estado passiva (Weimer e Vining, 2004). Tal como com as falhas de mercado, há muitos tipos diferentes de falhas de Estado que descrevem as correspondente distorções.

## Historia
O termo, cunhado por Roland mckean em 1965, tornou-se popular com o surgimento da teoria da escolha pública na década de 1970. A ideia do fracasso do governo é associado com o argumento de política que, mesmo quando determinados mercados possam não satisfazer as condições de concorrência perfeita necessárias para garantir a otimização social, a intervenção governamental pode piorar em vez de melhorar.
Tal como uma falha de mercado não é uma falha em concretizar uma solução específica favorável, mas é antes um problema que impede que o mercado funcione de maneira eficiente, uma falha do Estado não é uma falha do governo para encontrar uma solução específica, mas é antes um problema sistémico que impede uma solução estatal eficiente para um problema. O problema a ser resolvido não precisa ser uma falha de mercado; por vezes, alguns eleitores podem preferir uma solução governamental, mesmo quando é possível uma solução de mercado.
Uma falha do Estado pode ser no lado da demanda ou do lado da oferta. Falhas do lado da demanda incluem problemas de preferência-revelação e a irracionalidade do comportamento coletivo dos eleitores. Falhas da oferta em grande parte resultam de problemas do principal-agente.

## Exemplos

### Corrupção e burocracia
Duas falhas de Estado que se destacam são a burocracia e a corrupção. O burocrata irá procurar maximizar o orçamento para sua jurisdição, dentro das restrições de orçamento do governo. Como ele não consegue aumentar retornos pecuniários, em última instância, ele irá tentar aumentar seus retornos não-pecuniários, como poder ou reputação. Isso faz com que o resultado seja socialmente ineficiente, pois o produto escolhido por esse burocrata será maior que o produto eficiente, gerando desperdício. Ainda assim, a ação de um burocrata é uma atividade legítima. A corrupção é diferente da burocracia, pois nesta há a apropriação de dinheiro público, por parte do governante, em benefício próprio, o que é ilegítimo. O corrupto irá usar de seu poder como governante para  maximizar sua renda pessoal e/ou em benefício de familiares. Um efeito da corrupção é a redução do crescimento econômico. 
A grande dificuldade de achar meios de se medir a burocracia e a corrupção como variáveis econômicas é um dos grandes desafios dos economistas.